# Jezioro Lubieńskie Duże
Jezioro Lubieńskie Duże (niem. Grossen See) – jezioro na Pojezierzu Łagowskim, w powiecie słubickim, w gminie Ośno Lubuskie.
Jezioro otoczone lasami leży około 2,5 km na wschód od wsi Lubień, jest silnie zeutrofizowane.